# Nik Azbe Magajna
Nik Azbe Magajna (21 de enero de 2002) es un deportista esloveno que compite en remo. Ganó una medalla de bronce en el Campeonato Europeo de Remo de 2022, en la prueba de dos sin timonel ligero.

## Palmarés internacional
| Campeonato Europeo | Campeonato Europeo | Campeonato Europeo | Campeonato Europeo     |
| Año                | Lugar              | Medalla            | Prueba                 |
| ------------------ | ------------------ | ------------------ | ---------------------- |
| 2022               | Múnich (Alemania)  | Medalla de bronce  | Dos sin timonel ligero |